# دیوید موریلاس
دیوید موریلاس (انگلیسی: David Morillas؛ زادهٔ ۲۸ سپتامبر ۱۹۸۶) بازیکن فوتبال اهل اسپانیا است.
از باشگاه‌هایی که در آن بازی کرده‌است می‌توان به باشگاه فوتبال اوئسکا اشاره کرد.